# 8月8日 (旧暦)
旧暦8月8日（きゅうれきはちがつようか）は、旧暦8月の8日目である。六曜は先負である。

## できごと
- 永祚元年（ユリウス暦989年9月10日） - 永延より永祚に改元
- 安政5年（グレゴリオ暦1858年9月14日） - 戊午の密勅。朝廷が、幕府の日米修好通商条約調印は違勅との勅諚を下す

## 誕生日
- 寛延3年（グレゴリオ暦1750年9月8日） - 谷風梶之助 (2代)、4代横綱（+ 1795年）
- 弘化3年（グレゴリオ暦1846年9月28日） - 蜂須賀茂韶、第14代徳島藩主（+ 1918年）
- 嘉永7年（グレゴリオ暦1854年9月29日） - 下田歌子、教育者・歌人（+ 1936年）
- 文久2年（グレゴリオ暦1862年9月1日） - 新渡戸稲造、農学者・教育者（+ 1933年）

## 忌日
- 仁賢天皇11年（ユリウス暦498年9月9日） - 仁賢天皇、24代天皇（* 449年）
- 貞享2年（グレゴリオ暦1685年9月6日） - 青山忠雄、第2代浜松藩主（* 1651年）
- 宝永2年（グレゴリオ暦1705年9月25日） - 徳川光貞、第2代紀州藩主（* 1627年）
- 宝暦12年（グレゴリオ暦1762年9月25日） - 山脇東洋、医学者（* 1706年）